# بی‌چهره (فیلم)
بی‌چهره (انگلیسی: Faceless) فیلمی در ژانر ترسناک و اسلشر به کارگردانی خسوس فرانکو است که در سال ۱۹۸۸ منتشر شد.

## بازیگران
- هلموت برگر
- تلی ساوالاس
- بریژیت لائه
- استفان اودران
- کریستوفر میچوم
- کارولین مونرو
- لینا رومای
- فلورانس گیران